# Gorski Karabah
Gorski Karabah je območje v Zakavkazju, ki pokriva jugovzhodni del gorovja Mali Kavkaz. Je del širšega območja Karabaha, ki obsega območje med Ravnim Karabahom in Sjunikom. Deželo večinoma pokrivajo gore in gozdovi.
Gorski Karabah je sporno ozemlje, mednarodno priznano kot del Azerbajdžana, čeprav so od konca prve vojne v Gorskem Karabahu med Armenijo in Azerbajdžanom leta 1994 do dejanske razpustitve Republike Arcah (znane tudi kot Gorskokarabaška republika) januarja 2024 večino njegovega ozemlja nadzorovali etnični Armenci. Predstavniki obeh strani so ob posredovanju Minske skupine OVSE imeli številne mirovne pogovore glede spornega statusa regije, vendar brez zaključkov. Večinsko armensko prebivalstvo se je zavzemalo včasih za neodvisnost Arcaha od obeh držav, včasih pa za združitev z Armenijo.
Regija se običajno enači z administrativnimi mejami nekdanje sovjetske Gorskokarabaške avtonomne oblasti. Obsega 4400 km2; zgodovinski obseg regije pa znaša okoli 8223 km2.
27. septembra 2020 je z azerbajdžansko ofenzivo v Gorskem Karabahu na okoliških ozemljih izbruhnila nova vojna. Azerbajdžan je med vojno dosegel pomembne uspehe, saj je ponovno zasedel v prejšnjem spopadu okupirana ozemlja okoli Gorskega Karabaha in zavzel eno tretjino Gorskega Karabaha samega, vključno s Šušo in Hadrutom. Vojna se je končala 10. novembra 2020, ko so Azerbajdžan, Armenija in Rusija podpisali tristranski sporazum o prekinitvi sovražnosti, po katerem so se vsa preostala zasedena ozemlja, ki obdajajo Gorski Karabah, uradno vrnila pod nadzor Azerbajdžana. Republika Arcah je postala izolirana in okrnjena državna tvorba, ki jo je z Armenijo po septembru 2022 povezoval samo še Lačinski koridor, ozek pas s cesto pod ruskim nadzorom.
19. septembra 2023 je Azerbajdžan po večmesečni blokadi začel nov obsežen vojaški vpad v Gorski Karabah. Arcaške sile so se hitro razsule in prišlo je do zmage Azerbajdžana, do razpada republike Arcah, do eksodusa skoraj celotnega armenskega prebivalstva iz področja in do vdora azerbajdžanske vojske v nekdanjo prestolnico Arcaha, Stepanakert (Hankendi). Predsednik Arcaha je 28. septembra podpisal odlok, s katerim se je Republika Arcah 1. januarja 2024 uradno ukinila.

## Imenoslovje
Ime Karabah verjetno izhaja iz turške besede kara – črn in perzijske bag – vrt, torej »črni vrt«. Po drugi hipotezi, ki jo je predložil armenski zgodovinar B. Ulubabjan, pa je ime turško-armenskega izvora in izhaja iz Łara Bałk' – »Veliki Bagk« (po imenu vzhodnega armenskega kraljestva Ktiš-Bagk).
Ime za Gorski Karabah v ruščini je Нагорный Карабах (Nagornyj Karabah – ruski pridevnik нагорный pomeni "gorat", "gorski"), v azerbajdžanščini Dağlıq Qarabağ (dağlıq – gorski) ali Yuxarı Qarabağ (yuxarı – zgornji), v armenščini pa Լեռնային Ղարաբաղ (Lernajin Garabag).
V različnih lokalnih jezikih je najti izraze, ki pomenijo "gorski/gorati Karabah" ali "gorski črni vrt". V armenščini se je ime v tej obliki uveljavilo šele z uradnim imenovanjem Gorskokarabaške avtonomne oblasti v času Sovjetske zveze. Armenci, ki živijo na tem območju, ga pogosto imenujejo Arcah (armensko Արցախ) po deseti provinci starodavnega Armenskega kraljestva. Urartski napisi (9.–7. stol. pr. n. št.) uporabljajo za področje ime Urtekhinii. Starogrški viri so območje imenovali Orkhistene.

## Zgodovina

### Antika in zgodnji srednji vek
Gorski Karabah spada med dežele, ki so jih zasedala ljudstva, sodobnim arheologom znana kot kultura Kura-Aras - imenovana po rekah Kura in Aras, med katerima so živeli.
Staro prebivalstvo regije so sestavljala različna avtohtona lokalna in selitvena plemena, ki večinoma niso bila indoevropskega izvora. Po prevladujoči zahodni teoriji so se ti domorodci poročali z Armenci, ki so v regijo prišli po njeni vključitvi v Armenijo v 2. ali morda še prej, to je v 4. stoletju pr. n. št. Drugi učenjaki domnevajo, da so se Armenci v regiji naselili že v 7. stoletju pr. n. št.
Okoli leta 180 pr. n. št. je Arcah postal ena od 15 provinc Armenskega kraljestva in je tako ostal do 4. stoletja. Arcah je formalno bil provinca (nahang), vendar se je verjetno sam oklical za kneževino. Druge teorije menijo, da je bil Arcah kraljeva dežela, ki je neposredno pripadala armenskemu kralju. Armenski kralj Tigran Veliki (vladal od leta 95 do 55 pr. n. št.) je v Arcahu ustanovil eno od štirih mest, imenovanih "Tigranakert" po sebi. Ruševine starodavnega Tigranakerta, ki je 50 km severovzhodno od Stepanakerta, preučuje skupina mednarodnih znanstvenikov.
Leta 387 AD, po razdelitvi Armenije med Rimsko cesarstvo in sasanidsko Perzijo, sta armenski provinci Arcah in Utik postali del sasanidske satrapije z imenom kavkaška Albanija, ki je nato prišla pod močan armenski verski in kulturni vpliv. Takrat so v Arcahu in Utiku živeli  Armenci in več armeniziranih plemen.
Armenska kultura in civilizacija sta cveteli v Gorskem Karabahu zgodnjega srednjega veka. V 5. stoletju so  na ozemlju dandanašnjega Gorskega Karabaha v samostanu Amaras  odprli prvo armensko šolo, s prizadevanji sv. Mesropa Maštotsa, izumitelja armenske abecede. Sveti Mesrop je bil zelo dejaven pri evangelizaciji  Arcaha in Utika. Mesrop Maštoc je obiskal Arcah in Utik, trikrat, na koncu pa je prišel vse do poganskih ozemlj ob vznožju Velikega Kavkaza. Armenski jezikoslovec in slovničar Stefanos Sjunetsi iz 7. stoletja je navedel, da imajo Armenci v Arcahu svoje narečje, in spodbujal bralce svojih del, naj se ga naučijo.

### Visoki srednji vek
Okoli sredine 7. stoletja so med muslimanskim osvajanjem Perzije v deželo vdrli muslimanski Arabci. Kasneje so ji vladali lokalni guvernerji, ki jih je potrdil kalifat. Po nekaterih virih se je leta 821 armenski  princ Sahl Smbatian v Arcahu začel z uporom in ustanovil hišo Kačen, ki je Arcahu kot kneževini vladala do začetka 19. stoletja. Po drugih virih je bil Sahl Smbatian »iz kraljeve družine Zamirhakan« in je v letih 837–838 dosegel suverenost nad Armenijo, Gruzijo in Albanijo.  Ime "Kačen" izvira iz armenske besede "Kač", kar pomeni "križ". Do leta 1000 je hiša Kačen razglasila kraljestvo Arcah, ki ji je kot prvi vladal Ivan Seneherib.  Sprva je Dizak v južnem Arcahu prav tako oblikoval kraljestvo, ki so mu vladali potomci najzgodnejših kraljev kavkaške Albanije iz starodavne hiše Aranšahik. Leta 1261, potem ko se je hči zadnjega kralja Dizaka poročila s kraljem Arcaha, armenskim  princem Hasanom Džalal Dolom, sta se državi združili v eno  armensko  kneževino Kačen. Arcah je odtlej obstajal kot de facto neodvisna kneževina.

### Pozni srednji vek
V 15. stoletju je bilo ozemlje Karabaha del držav, ki so jim pozneje vladale turške plemenske konfederacije Kara Kojunlu in Ak Kojunlu. Po besedah Abu Bakra Tihranija je v obdobju Džahan Šaha (1438–1468) vladar Kara Kojunluja, Piri beg Karamanli, guverner Karabaha. Vendar pa je po besedah Roberta H. Hewsena turkomanski gospodar Jahan Shah (1437–67) guvernerstvo nad Gorskim Karabahom dodelil lokalnim armenskim knezom, kar je omogočilo nastanek domačega armenskega vodstva. Izhajalo je  iz petih plemiških družin, ki so jih vodili knezi z nazivom melik. Te dinastije so predstavljale veje prejšnje hiše  Kačen in so bile potomci srednjeveških kraljev Arcaha. Njihove dežele so pogosto imenovali država Kamsa (pet v arabščini). V listini (2. junija 1799) cesarja Pavla I. z naslovom "O njihovem sprejemu pod rusko krono, dodelitvi zemlje, pravicah in privilegijih" je bilo zabeležena  krščanska dediščina regije Karabah in da so vsi njeni podaniki bili sprejeti pod  rusko suverenost. Vendar pa je po besedah Roberta Hewsena Rusko cesarstvo priznalo  petih knezom na njihovem področju z listino cesarja Pavla I. z dne 2. junija 1799 priznalo status suverenosti.
Iranski kralj Nader Šah je armenskim melikom podelil vrhovno poveljstvo nad sosednjimi armenskimi kneževinami in muslimanskimi kani na Kavkazu v zameno za zmage melikov nad prodirajočimi osmanskimi Turki v dvajsetih letih 17. stoletja. Tem petim kneževinam   v Karabahu so vladale armenske družine, ki jim je bil dodeljen naziv Melik (knez):
- Kneževina Gulistan – pod vodstvom družine Melik-Beglarian
- Kneževina Jraberd – pod vodstvom družine Melik-Izrael
- Kneževina  Kačen – pod vodstvom družine Hasan-Jalalian
- Kneževina Varanda – pod vodstvom družine Melik-Shahnazarian
- Kneževina Dizak – pod vodstvom družine Melik-Avanian

Od leta 1501 do 1736, v času obstoja Safavidskega cesarstva, je provinco Karabah vodila dinastija Zijadolu Qajar, dokler Nader Šah ni prevzel Karabaha izpod njihove oblasti. Armenski meliki so ohranili popoln nadzor nad regijo do sredine 18. stoletja V zgodnjem 18. stoletju je iranski Nader Šah Karabah  odvzel izpod nadzora Ganja kanov v kazen za njihovo podporo Safavidom in ga dal pod lastno upravo   Sredi 18. stoletja, ker so melike notranji konflikti med seboj oslabili, je nastal Karabaški kanat. eden največjih kanatov pod iransko suverenostjo,  je vodil Panah-Ali kan Javanšir. Za okrepitev moči karabaškega kanata je karabaški kan Panah-Ali kan Džavanšir leta 1751 zgradil » trdnjavo Panahabad (danes Šuša)«. V tem času so Otuziki, Javanshir, Kebirli in druga turška plemena predstavljala večino celotnega prebivalstva.

### Moderna doba
Karabah (skupaj z današnjim Gorskim Karabahom) je postal protektorat Ruskega imperija s kurekčajsko pogodbo, ki sta jo leta 1805 podpisala Ibrahim Khalil Khan iz Karabaha in general Pavel Cicijanov v imenu carja Aleksandra I. Ruski monarh je s pogodbo priznal Ibrahima Khalil Khana in njegove potomce za edine dedne vladarje dežele.    Novi status pa je bil potrjen šele po izidu rusko-perzijske vojne (1804-1813), ko je Perzija v Gulistanski pogodbi (1813) zaradi poraza v vojni uradno prepustila Karabah Ruskemu cesarstvu,     preden je bilo ostalo Zakavkazje vključen v cesarstvo leta 1828 s Turkmenčajsko pogodbo kot zaključkom rusko-perzijske vojne (1826-1828) .
Leta 1822, 9 let po tem, ko je izpod iranskega prišel pod ruski nadzor, je bil Karabaški kanat razpuščen in območje je postalo del gubernije Elisabethpol. Leta 1823 je bilo pet okrožij, ki približno ustrezajo današnjemu Gorskemu Karabahu, 90,8-odstotno naseljenih z Armenci. 

### Sovjetski čas
Po ruski revoluciji leta 1917 je Karabah postal del Zakavkaške demokratične federativne republike, ki pa je kmalu razpadla v ločene armenske, azerbajdžanske in gruzijske republike. Naslednji dveh leti (1918–1920) je med Armenijo in Azerbajdžanom prihajalo do kratkih spopadov za več regij, med drugim za Gorski Karabah. Med letoma 1918 in 1920 je bila de jure pripadnost Gorskega Karabaha Armeniji ali Azerbajdžanu sporna in Društvo narodov o njej ni razsojalo. 
Julija 1918 je prva armenska skupščina Gorskega Karabaha regijo razglasila samostojnost  ter ustanovila nacionalni svet in vlado. Kasneje so osmanske čete vdrle v Karabah in naletele na oborožen odpor Armencev.
Po porazu Osmanskega cesarstva v prvi svetovni vojni so britanske čete zasedle Karabah. Dokler ne sprejme končne odločitve pariška mirovna konferenca ne sprejme dokončne odločitve. je britansko poveljstvo je začasno potrdilo Hosrov bega Sultanova (ki ga je imenovala azerbajdžanska vlada) za generalnega guvernerja Karabaha in Zangezurja. Odločitvi so nasprotovali karabaški Armenci. Februarja 1920 se je Nacionalni svet Karabaha predhodno strinjal z azerbajdžansko jurisdikcijo, Armenci drugod po Karabahu pa so nadaljevali z gverilskimi boji in sporazuma nikoli niso sprejeli. Sam sporazum je kmalu razveljavila deveta karabaška skupščina, ki je aprila razglasila unijo z Armenijo. 
Aprila 1920, medtem ko je azerbajdžanska vojska  bila v Karabahu vpletena v boje proti lokalnim armenskim silam, so Azerbajdžan prevzeli boljševiki. 10. avgusta 1920 je Armenija podpisala predhodni sporazum z boljševiki, s katerim se je strinjala z začasno boljševiško okupacijo teh območij, dokler ne bo dosežena končna rešitev. Leta 1921 so boljševiki zavzeli tudi Armenijo in Gruzijo. Po sovjetizaciji Armenije in Azerbajdžana je Kavbiuro (kavkaški biro Centralnega komiteja Ruske komunistične partije (boljševikov) ) odločil, da bo Karabah ostal znotraj Azerbajdžanske SSR s široko regionalno avtonomijo, z upravnim središčem v mestu Šuša ( upravno središče je bilo kasneje prestavljeno v Stepanakert). Meje regije so bile narisane tako, da so vključevale armenske vasi in izključevale čim več azerbajdžanskih vasi. Nastalo okrožje je zagotovilo armensko večino.
Ker je Sovjetska zveza ts trdo roko nadzorovala regijo, je konflikt okoli regije zamrl za več desetletij, vse do začetka razpada Sovjetske zveze v poznih 1980-ih in zgodnjih 1990-ih, ko se je ponovno pojavilo vprašanje Gorskega Karabaha. Večinsko armensko prebivalstvo je vlado Azerbajdžanske SSR obtožilo, da izvaja prisilno azerifikacijo regije, in z ideološko in materialno podporo Armenske SSR začelo gibanje za prenos avtonomne oblasti na Armensko SSR. Avgusta 1987 so karabaški Armenci v Moskvo poslali peticijo za združitev z Armenijo z več deset tisoči podpisi.

### Vojna in odcepitev
13. februarja 1988 so karabaški Armenci začeli demonstrirati v Stepanakertu za združitev z armensko republiko. Šest dni kasneje so se jim pridružili množični pohodi v Erevanu. 20. februarja je Sovjet ljudskih poslancev v Karabahu s 110 glasovi proti 17 glasoval za prenos področja Armeniji. Ta korak brez primere regionalnega Sovjeta je sprožila več deset tisoč demonstracij v Stepanakertu in Erevanu, vendar je Moskva zavrnila zahteve Armencev. 20. februarja 1988 so v Stepanakertu posilili 2 azerbajdžanski dekleti.To je povzročilo široko ogorčenje v azerbajdžanskem mestu Agdam . Do prvega neposrednega spopada je prišlo, ko je velika skupina Azerbajdžancev prikorakala iz Agdama v Askeran, mesto z armenskim prebivalstvom.  Spopad med Azerbajdžanci in policijo v bližini Askerana se je sprevrgel v askeranski spopad, v katerem sta umrla dva Azerbajdžanca, enega od njiju naj bi ubil azerbajdžanski policist. Ranjenih je bilo petdeset armenskih vaščanov in neznano število Azerbajdžancev in policistov.   Veliko število beguncev je zapustilo Armenijo in Azerbajdžan, ko se je začelo nasilje nad manjšinskim prebivalstvom teh republik. 7. julija 1988 je Evropski parlament sprejel resolucijo, ki je obsodila nasilje nad armenskim demonstrantom v Azerbajdžanu in podprla zahtevo Armencev po ponovni združitvi s Sovjetsko republiko Armenijo.
29. novembra 1989 je bilo neposredne vladavine v Gorskem Karabahu konec in področje je bilo vrnjeno pod upravo Azerbajdžana. Vendar se je sovjetska politika izjalovila, ko sta armenski vrhovni sovjet in nacionalni svet, zakonodajni organ Gorskega Karabaha, na skupni seji razglasila združitev Gorskega Karabaha z Armenijo. 26. novembra 1991 je Azerbajdžan status avtonomne pokrajine Gorski Karabah ukinil in upravno razdelitev in ozemlje prevzel pod neposredni nadzor.
10. decembra 1991 so Armenci v Gorskem Karabahu na referendumu, ki so ga bojkotirali lokalni Azerbajdžanci,  odobrili ustanovitev neodvisne države. Sovjetski predlog za večjo avtonomijo Gorskega Karabaha znotraj Azerbajdžana ni zadovoljil nobene strani in med Azerbajdžanom in Gorskim Karabahom je nato izbruhnila obsežen vojni spopaq, v katerem je slednja stran prejela podporo Armenije.  Po besedah nekdanjega armenskega predsednika Levona Ter-Petrosiana je bil stališče voditeljev Karabaha maksimalistično, "mislili so si, da lahko dobijo več."   
Boj za Gorski Karabah se je stopnjeval, potem ko sta Armenija in Azerbajdžan leta 1991 postala neodvisna. V po-sovjetskem vakuumu moči je vojskovanje med Azerbajdžanom in Armenijo bilo pod močnim vplivom  ruske vojske. Poleg tega sta tako armenska kot azerbajdžanska vojska zaposlili veliko število plačancev iz Ukrajine in Rusije. 1500 do 2500 afganistanskih mudžahedinov, skupaj z borci iz Čečenije, je sodelovalo v bojih na strani Azerbajdžana. Rusija je Armeniji zagotovila težko topništvo in tanke. Številni preživeli z azerbajdžanske strani so našli zatočišče v 12 zasilnih taboriščih po drugih delih Azerbajdžana, zgrajenih za  naraščajoče število notranje razseljenih ljudi  med prvo  vojno v Gorskem Karabahu.
Do konca leta 1993 je spopad stal približno 30.000 žrtev  in na stotisoče beguncev na obeh straneh. Maja 1994 so Armenci nadzorovali 14 % ozemlja Azerbajdžana. V tej fazi je azerbajdžanska vlada prvič med konfliktom priznala Gorski Karabah kot tretjo stran v vojni in začela neposredna pogajanja z oblastmi Karabaha. Posledično je bilo 12. maja 1994 z ruskim posredovanjem doseženo premirje .

### Vojna 2020 in sporazum o premirju
27. septembra 2020 je z azerbajdžansko ofenzivo v Gorskem Karabahu in okoliških ozemljih izbruhnila nova vojna. Azerbajdžan je med vojno dosegel pomembne pridobitve, saj je ponovno pridobil vsa okupirana ozemlja, ki obdajajo Gorski Karabah, in zavzel eno tretjino Gorskega Karabaha, vključno s Šušo in Hadrutom.    Vojna se je končala 10. novembra 2020, ko je bil podpisan tristranski sporazum o prekinitvi ognja med Azerbajdžanom, Armenijo in Rusijo, po katerem so bila vsa preostala zasedena ozemlja, ki obdajajo Gorski Karabah, uradno vrnjena pod nadzor Azerbajdžana. Republika Arcah je postala izolirana okrnjena država, ki jo je z Armenijo povezal le ozek koridor pod ruskim nadzorom .

{{normativna kontrola}}
[[Kategorija:Upravna delitev Azerbajdžana]]
[[Kategorija:Gorski Karabah]]

### Blokada (2020 do septembra 2023)
Gorski Karabah z Armenijo in zunanjim svetom. 23. aprila 2023 so azerbajdžanske sile postavile kontrolno točko na koridorju Lačin. Blokada je privedla do humanitarne krize za prebivalstvo v Arcahu in blokiran je bil uvoz osnovnih dobrin, pa tudi humanitarni konvoji Rdečega križa in ruskih mirovnih sil, ki so ujeli 120.000 prebivalcev regije.     Ruske mirovne sile in Mednarodni odbor Rdečega križa so izvajali omejen promet za prevoz bolnikov, ki so potrebovali zdravstveno oskrbo, in zagotavljanje humanitarne pomoči.  Vendar je Azerbajdžan s 15. junijem 2023 okrepil blokado in blokiral vse prehode hrane, goriva in zdravil Rdečega križa in ruskih mirovnih sil skozi lačinski koridor.   Azerbajdžan je 19. septembra začel vojaško operacijo.

### Azerbajdžanska ofenziva (2023)
Azerbajdžan je 19. septembra 2023 začel vojaško ofenzivo na Gorski Karabah.     Dan po začetku ofenzive, 20. septembra, je ob posredovanju ruskega mirovnega poveljstva v Gorskem Karabahu bil dosežen dogovor o vzpostavitvi popolne prekinitve sovražnosti v Gorskem Karabahu.  Azerbajdžan se je 21. septembra v Jevlahu srečal s predstavniki armenske skupnosti Arcah, da bi začel proces ponovne vključitve regije v Azerbajdžan.  O kršitvah prekinitve ognja s strani Azerbajdžana so 21. septembra kljub temu poročali tako po Arcahu kot v Stepanakertu.  Po ofenzivi so se Armenci seliti s področja. 28. septembra 2023 je Republika Arcah pristala, da 1. januarja 2024 preneha obstajati.

## Demografija

### Antika – 1918
Zgodovinsko gledano so starogrški in rimski viri "dolgo pred našim štetjem" potrdili, da so bili prebivalci Gorskega Karabaha, takrat del province Arcah, Armenci. V začetku 15. stoletja je nemški popotnik Johann Schiltberger po obisku regije izjavil, da "čeprav so muslimani zavzeli Karabah, so v regiji še vedno armenske vasi". Zgodovinar Victor Schnirelmann piše, da so »sredi 18. stoletja … turška plemena … pridobila dostop do visokogorskih ozemelj [Karabaha] in se začela naseljevati v Šuši … do konca 18. stoletja je precejšnje število njenih nekdanjih armenskih prebivalcev je zapustilo Gorski Karabah. Tik na prelomu 19. stoletja je turško prebivalstvo znatno preseglo armensko ,vendar je to trajalo samo … [do] konca dvajsetih let 19. stoletja, [ko] so se Armenci začeli vračati v Karabag in do sredine 19. stoletja so predstavljali večino prebivalstva«. Edmund Herzig in Marina Kurkčijan predstavljata alternativno stališče, da so "Armenci že predstavljali večino na nekaterih območjih, kot je gorski Karabah", v primerjavi s provinco Erevan, ki je "prvič po nekaj sto letih ponovno pridobila armensko večino." 
Po ruski raziskavi iz leta 1823, objavljeni v Tiflisu (današnjem Tbilisiju ) leta 1866,  so Armenci predstavljali 97 odstotkov prebivalstva v petih okrožjih ( mahalah ) Gorskega Karabaha,  kar dokazuje, da je v nasprotju s trditvami v azerbajdžanskem zgodovinopisju trdijo, da so Armenci pred letom 1828 tvorili veliko večino Gorskega Karabaha. Zgodovinar George Bournoutian piše, da ruska statistika iz leta 1810 kaže, da so Armenci predstavljali 21 odstotkov prebivalstva regije Karabah; Leta 1823 se je armensko prebivalstvo Karabaha povečalo za 30 odstotkov "po vrnitvi tistih, ki so pobegnili iz regije", do leta 1832 pa se je armensko prebivalstvo povečalo na eno tretjino v Karabahu. Poleg tega je »ena tretjina« prebivalstva Karabaha, ki so ga sestavljali Armenci, prebivala na eni tretjini ozemlja Karabaha, goratem ozemlju (tj. Gorskem Karabahu), kjer so »predstavljali veliko večino prebivalstva«.

### 1918–1920
Po armenskih virih je imelo območje »zgodovinskega Gorskega Karabaha« v letih 1918–1920 300.000–330.000 prebivalcev, do leta 1988 pa se je povečalo na 700.000–800.000 prebivalcev. Zaradi "turško-azerbajdžanske agresije" se je prebivalstvo regije v letih 1918–1920 zmanjšalo za 20 odstotkov. V tem obdobju so azerbajdžanske sile izvajale poboje nad Armeni v Ghaibalishenu, Jamilliju, Karkijahanu in Pahlulu (600–700 mrtvih  ), Stepanakertu (nekaj sto mrtvih  ) in Šuši (nekaj sto  do 12.000 mrtvih)  ). Zaradi pogroma v Šuši je bilo 5.000–6.000 Armencev razseljenih v regiji Varanda in Dizak. Do 11. aprila 1920 so azerbajdžanske sile zaradi upora opustošile  približno trideset vasi v Gorskem Karabahu, tako da je 25.000 ljudi ostalo brez strehe nad glavo (med njimi skoraj 6.000 beguncev iz Šuše).

### 1921–1987
Statistični podatki iz leta 1923 kažejo, da je bila NKAO 94,8-odstotna Armenska in je štela 149.600 prebivalcev, medtem ko je Azerbajdžansko prebivalstvo štelo 7.700. Zgodovinar Cory Welt piše o "diskrepanci" armenskega prebivalstva, ki je med popisoma leta 1921 in 1923 poskočilo za več kot 25.000 posameznikov, prav tako poudarja, da se je armensko prebivalstvo leta 1926 zmanjšalo na 111.700, kar kaže na "nepojasnjen padec" za 38.000 posameznikov. V dvajsetih letih dvajsetega stoletja je imela NKAO 131.500 prebivalcev, od katerih je bilo 94,4 odstotka (124.136) etničnih Armencev in samo 5,6 odstotka (7.364) etničnih Azerbajdžanov. Leta 1933 je imel Gorski Karabah 147.308 prebivalcev, od tega 10.751 (7,3 odstotka) mestnih prebivalcev in 136.557 (92,7 odstotka) podeželja. 1. januarja 1973 je imela regija 153.000 prebivalcev.

### Diskriminacija in stagnacija
Medtem ko je bila regija del Azerbajdžanske SSR, je delež armenskega prebivalstva padel s 94,7 na 76,9 odstotka, medtem ko se je delež azerbajdžanskega prebivalstva početveril s 5,1 na 21,5 odstotka  zaradi »migracijskega priliva«.  kaže na socialno-ekonomske težave, ki so jih lokalni Armenci doživeli pod sovjetskim azerbajdžanskim vodstvom, zaradi česar so se izselili iz Karabaha. Zaslužni profesor prava M. Cherif Bassiouni piše o stagnaciji armenskega prebivalstva »zaradi diskriminatorne politike azerbajdžanskih oblasti, ki je Armence prisilila v izseljevanje«; in dodal, da v Armeniji in državah CIS prebiva 600.000 Armencev iz Karabaha. Stuart J. Kaufman, profesor politologije in mednarodnih odnosov,  piše o težavah karabaških Armencev:
V Gorskem Karabahu izobraževanje v armenskem jeziku ni bilo zlahka dostopno, armenske zgodovine sploh niso poučevali in tisti, ki so odšli v Armenijo na usposabljanje, so bili diskriminirani pri tekmovanju za delovna mesta v provinci, saj je bilo treba celo rutinsko zaposlovanje odobriti pri Bakuju. . Premajhne naložbe v regiji – za katere so krivili tudi Baku – so pomenile manjši gospodarski razvoj in slabo infrastrukturo celo po sovjetskih standardih, zato je bilo na splošno manj delovnih mest, zlasti za Armence. Kulturne vezi z Armenijo so bile v Bakuju zadavljene z birokracijo, odločitev o tem, da bo v regiji na voljo televizija v armenskem jeziku, pa je ostala neizvedena. Eden od rezultatov teh politik je bilo nenehno izseljevanje Armencev iz Karabaha v iskanju bolj zelenih pašnikov. 

### 1988–danes
Po pogromu v Sumgaitu in eksodusu Azerbajdžancev iz Armenije so bili Azerbajdžanci v Stepanakertu in Armenci v Šuši izgnani septembra 1988. Ko so lokalne armenske sile med prvo vojno v Gorskem Karabahu zavzele Gorski Karabah in okoliška okrožja (kar znaša 14 odstotkov mednarodno priznanega ozemlja Azerbajdžana), je bilo na stotine tisoče Azerbajdžanov izgnanih iz njihovih dežel. Med drugo vojno v Gorskem Karabahu je Azerbajdžan ponovno prevzel nadzor nad okoliškimi okrožji in južnimi deli nekdanje NKAO, s čimer je razselil približno 70.000 Armencev.

## Zgodovina sestave prebivalstva Avtonomnega področja Gorski Karabah

#### 1921–1925
| Narodnost     | 1921    | 1921  | 1923    | 1923 | 1925    | 1925  |
| Narodnost     | Število | %     | Število | %    | Število | %     |
| ------------- | ------- | ----- | ------- | ---- | ------- | ----- |
| Armenci       | 122.426 | 94,73 | 149.600 | 94,8 | 142.470 | 90,28 |
| Azerbajdžanci | 6550    | 5,07  | 7700    | 4,9  | 15.261  | 9,67  |
| Grki          | 267     | 0,21  | 500     | 0,3  |         |       |
| Rusi          |         |       |         |      | 46      | 0,03  |
| Tatari        |         |       |         |      | 30      | 0,02  |
| Skupaj        | 129.243 | 100   | 157.800 | 100  | 157.807 | 100   |

#### 1926–1989
| Narodnost     | 1926    | 1926  | 1939    | 1939  | 1959    | 1959  | 1970    | 1970  | 1979    | 1979  | 1989    | 1989  |
| Narodnost     | Število | %     | Število | %     | Število | %     | Število | %     | Število | %     | Število | %     |
| ------------- | ------- | ----- | ------- | ----- | ------- | ----- | ------- | ----- | ------- | ----- | ------- | ----- |
| Armenci       | 111.694 | 89,24 | 132.800 | 88,04 | 110.053 | 84,39 | 121.068 | 80,54 | 123.076 | 75,89 | 145.450 | 76,92 |
| Azerbajdžanci | 12.592  | 10,06 | 14.053  | 9,32  | 17.995  | 13,80 | 27-179  | 18,08 | 37-264  | 22,98 | 40.688  | 21,52 |
| Rusi          | 596     | 0,48  | 3174    | 2,10  | 1790    | 1,37  | 1310    | 0,87  | 1265    | 0,78  | 1922    | 1,02  |
| Ukrajinci     | 35      | 0,03  | 436     | 0,29  | 238     | 0,18  | 193     | 0,13  | 140     | 0,09  | 416     | 0,22  |
| Belorusi      | 12      | 0,01  | 11      | 0,01  | 32      | 0,02  | 35      | 0,02  | 37      | 0,02  | 79      | 0,04  |
| Grki          | 68      | 0,05  | 74      | 0,05  | 67      | 0,05  | 33      | 0,02  | 56      | 0,03  | 72      | 0,04  |
| Tatari        | 6       | 0,00  | 29      | 0,02  | 36      | 0,03  | 25      | 0,02  | 41      | 0,03  | 64      | 0,03  |
| Gruzinci      | 5       | 0,00  | 25      | 0,02  | 16      | 0,01  | 22      | 0,01  | 17      | 0,01  | 57      | 0,03  |
| Drugi         | 151     | 0,12  | 235     | 0,16  | 179     | 0,14  | 448     | 0,30  | 285     | 0,18  | 337     | 0,18  |
| Skupaj        | 125.159 | 100   | 150.837 | 100   | 130.406 | 100   | 150.313 | 100   | 162.181 | 100   | 189.085 | 100   |